# حق رأی سیاهپوستان
حق رای سیاهپوستان (به انگلیسی:Black suffrage) حق مردم سیاه پوست برای شرکت در رای‌گیری‌ها است. این مسئله بیشتر در کشورهایی مطرح شده که شاهد برتری‌جویی سفیدپوستان بوده‌اند. این حق گاهی به طور رسمی و گاهی غیررسمی (به واسطه‌ی عُرف) از آنان گرفته شده‌است. در بسیاری از مناطق، افراد سیاه پوست از طریق استقلال ملیت حق رأی دریافت می کنند. همچنین لازم است گفته‌شود که "حق رای سیاهپوستان" در ایالات متحده پس از جنگ داخلی آمریکا به صراحت به "حق رای مردان سیاهپوست" اشاره دارد، در حالی که شهروندان زن بدون در نظر گرفتن نژاد، در برخی از ایالت ها حق رای دادن در سطح فدرال داشتند، قانون اساسی ایالات متحده (برای ممنوعیت تبعیض علیه زنان در رای‌گیری صرف نظر از نژاد آن‌ها)، تا زمان تصویب اصلاحیه ۱۹ تفسیر نشد (قانونی که توسط کنگره ایالات متحده در ۱۸ اوت و سپس توسط قانون در تاریخ ۲۶ اوت ۱۹۲۰ تایید شد). 

## امپراطوری بریتانیا و انگلستان
- از سال ۱۲۶۵، تعداد کمی از اشراف حق رای دادن به اعضای پارلمان انگلستان و شوالیه‌ها را داشتند. از سال ۱۴۳۲، تنها سهامداران، حق رای پارلمانی داشتند. فدرالیسم به واسطه آداب و رسوم محدود به مردان بود.[۱]
- الاودا اکیاانو (Olaudah Equiano) و انجمن رادیکال لندن (که در سال ۱۷۹۲ تأسیس شد) درخواست رأی گیری گسترده کردند.
- قانون اصلاحات ۱۸۳۲ حق رای را به مردان طبقه متوسط نیز داد. 
  - اصلاحات فزاینده قانون ادامه یافت.
  - قانون نمایندگی مردم ۱۹۱۸، شرط مالکیت را برای حق رای مردان منتفی کرد.
  - قانون رای برابر ۱۹۲۸ شرط مالکیت را برای حق رای زنان منتفی کرد.
- شهروندان مناطق مستعمره حق رأی دادن به دولت امپراتوری بریتانیا نداشتند.
  - قانون اساسی جامائیکا حقوق جزئی فراهم می‌کرد که گاهی اوقات اختیاراتی برای انتخاب رهبران داشته‌باشند.
  - فدراسیون غرب هند (۱۹۵۶-۱۹۶۳) قصد داشت خودمختار شود اما این اتفاق نیفتاد.
- قانون ملی انگلستان سال ۱۹۸۱ شهروندان کشورهای مشترک‌المنافع را برای حق رای قانونی حمایت می کند.

## جنوب آفریقا
- منطقه مستعمره دماغه
  - حق رای محدود به مالکین بود اما به صراحت توسط نژاد محدود نمی شد.
  - در سال 1853، ملکه، یک پارلمان دماغه را مجاز دانست که در تعیین قانون اساسی بدون محدودیت نژادی شرکت داشته باشند.
  - قانون اساسی "دولت مسئول" منطقه مستعمره دماغه، صادر شده در سال 1872، به صراحت تبعیض نژادی را منع کرد.
  - قانون فرانشیز و بالوت از سال 1892 آستانه رأی گیری را از 25 پوند به 75 پوند افزایش داد و باعث شد که بسیاری از رای دهندگان غیر سفید انتخاب شود.